# النواصر (أرحب)

تعديل مصدري - تعديل

النواصر هي إحدى قرى عزلة بني على بمديرية أرحب التابعة لمحافظة صنعاء، بلغ تعداد سكانها 347 نسمة حسب تعداد اليمن لعام 2004.